# Kivétel erősíti a szabályt
A kivétel erősíti a szabályt (latinul: exceptio probat regulam, szó szerinti jelentése: „a kivétel igazolja a szabályt”) gyakran idézett mondás, amit – a tévesen lefordított, és így általánossá vált használat miatt – a köznyelvben rendszerint a kikövetkeztethető eredeti jelentésétől eltérő értelemben használnak.

## Mai értelme
Köznapi értelemben nemritkán olyankor használják válaszként, ha a vitapartner egyszeri ellenpéldával akar cáfolni egy jellemzőnek tartott állítást (pl. „Pista mindig késik. – Nem is igaz, tegnap pontosan érkezett! – Kivétel erősíti a szabályt.”). Szó szerint véve ez képtelenség, hiszen a kivételek valójában gyengítik, csorbítják a szabályt; rendszerint tréfás visszavágásként használják, vagy azt értik alatta, hogy annak ellenére, hogy néhány különleges esetben nem teljesül a szabály, általában igaz.

## Eredeti értelme
Egy elterjedt magyarázat szerint a probat ige félrefordítása a mondás értelmetlenségének oka, és a helyes fordítás: „a kivétel teszi próbára a szabályt” lenne.
De a mondás eredeti értelme nem ez volt, hanem az, hogy a kivételes esetek ismeretében lehet a szabályra következtetni és a szabályt alkalmazni lehet a kivételként fel nem sorolt esetekben. Ez egy régi jogi elv, amit Cicero vezetett be Lucius Cornelius Balbus védőbeszédében (noha nem ezt a megfogalmazást használta). A gadesi születésű Balbust azzal vádolták, hogy bitorolja a római állampolgárságot; a vádló azzal érvelt, hogy egyes népekkel Róma olyan egyezményt kötött, amely kizárja, hogy római állampolgárok lehessenek. Cicero válaszában arra hivatkozott, hogy ha az egyezményekben szerepelt ez a kivétel, akkor az általános szabály az ellenkezője kell, hogy legyen, vagyis Balbus – akire egyik ilyen egyezmény sem vonatkozott – kaphat állampolgárságot.
Erre az elvre, miszerint ha törvénybe van foglalva egy kivétel egy szabály alól, az bizonyítja, hogy létezik maga a szabály is, és nem kivételes esetekben az az irányadó, a középkori jogi szövegekben exceptio probat regulam in casibus non exceptis (a kivétel bizonyítja a szabályt a nem kivételes esetekben) néven hivatkoztak, ennek rövidült, értelmetlen változata a mai mondás.
Pontosan megfogalmazva: a kivétel léte bizonyítja a szabály létezését a nem kivételes esetekre.